# Uapou maculata
Uapou maculata Berland, 1935 è un ragno appartenente alla famiglia Linyphiidae.
È l'unica specie nota del genere Uapou.

## Etimologia
Il genere prende il nome dall'isola di Ua Pou, dell'arcipelago delle isole Marchesi.

## Distribuzione
La specie è un endemismo delle isole Marchesi, appartenenti alla Polinesia francese; è stata rinvenuta a circa 1000 metri di altitudine sul monte Tekohepu dell'isola Ua Pou.

## Tassonomia
L'aracnologo Levi, in un suo lavoro (1972b) propose di trasferire questo genere alla famiglia Symphytognathidae; un successivo studio di Brignoli (1980j) respinse questa tesi.
Dal 1935 non sono stati esaminati altri esemplari, né sono state descritte sottospecie al 2012.